# Eupodium laeve
Eupodium laeve är en kärlväxtart som först beskrevs av James Edward Smith, och fick sitt nu gällande namn av Murdock. Eupodium laeve ingår i släktet Eupodium och familjen Marattiaceae. Inga underarter finns listade i Catalogue of Life.